# ميكلوس سيمون
ميكلوس سيمون (بالمجرية: Simon Miklós)‏ هو سياسي مجري، ولد في 20 يناير 1962 في المجر. حزبياً، نشط في فيدس – الاتحاد المدني المجري. وقد انتخب عضو الجمعية الوطنية المجرية عن دائرة Individual Constituency Szabolcs-Szatmár-Bereg County No. 6 ‏ وقد انضم خلال فترته النيابية ‏  للكتلة البرلمانية فيدس – الاتحاد المدني المجري وفي الانتخابات البرلمانية المجرية 2014 ‏، انتخب عضو الجمعية الوطنية المجرية عن دائرة Individual Constituency Szabolcs-Szatmár-Bereg County No. 6 ‏ وقد انضم خلال فترته النيابية ‏ (6 مايو 2014 – )  للكتلة البرلمانية فيدس – الاتحاد المدني المجري.